# Institut national d'enseignement supérieur pour l'agriculture, l'alimentation et l'environnement
L'Institut national d'enseignement supérieur pour l'agriculture, l'alimentation et l'environnement ou l'Institut Agro est un établissement public à caractère scientifique, culturel et professionnel (EPSCP) de type grand établissement créé à compter du 1er janvier 2020. 
Il est placé sous la tutelle du ministère de l'Agriculture et de l'Alimentation. Le ministère de l'Enseignement supérieur est associé à la définition de son projet pédagogique. Son siège est à Paris au 42 de la rue Scheffer, dans le 16e arrondissement.
Depuis le 1er janvier 2022, l'établissement est constitué de trois écoles : l'Institut Agro Montpellier, l'Institut Agro Rennes-Angers et l'Institut Agro Dijon.
Ses trois écoles figurent parmi les 204 écoles d'ingénieurs françaises accréditées au 1er septembre 2020 à délivrer un diplôme d'ingénieur.

## Historique
L'Institut Agro résulte du regroupement de plusieurs écoles nationales supérieure agronomique ayant une existence historique.
En 2018, Montpellier SupAgro et Agrocampus Ouest (Rennes et Angers) annoncent leur volonté de se regrouper. Au 1er janvier 2020, ces deux établissements fusionnent afin de créer l’Institut national d’enseignement supérieur pour l’agriculture, l’alimentation et l’environnement. Le 1er janvier 2022, Agrosup Dijon est également intégré.
Un projet de regroupement avec AgroParisTech, a également été évoqué mais n'a pas abouti.
En 2022, les écoles adoptent un nom commun, tout en gardant un fonctionnement autonome. Montpellier Supagro devient l'Institut Agro Montpellier, Agrocampus Ouest devient l'Institut Agro Rennes-Angers et Agrosup Dijon devient l'Institut Agro Dijon.
Le regroupement intervient en concomitance avec la création de l'INRAE .

## Présentation
L'Institut Agro est créé avec l'objectif de « conduire les transitions agroécologiques, alimentaires, numériques et climatiques » et de développer diffusion de l’agro-écologie notamment dans les lycées agricoles. Ce sont les principales orientations éducatives et de recherche communes.
L'Institut Agro est un grand établissement d'enseignement supérieur à échelle nationale, ses sites étant répartis à travers la France. L'Institut comporte six campus principaux situés à Rennes, Angers, Montpellier et Dijon. Un autre campus est également situé à Florac, dans le parc national des Cévennes, classé Réserve de biosphère par l'UNESCO, dédié à l'agro-environnement. Il y a également deux domaines agricoles expérimentaux dans la région de Montpellier : le domaine du Merle situé à Salon-de-Provence et le domaine du Chapitre situé à Villeneuve-lès-Maguelone, consacré à la viticulture. Un centre de formation à distance se trouve à Lempdes,,.
L'établissement compte, en 2022 : 4500 étudiants, 300 enseignants-chercheurs, 39 unités de recherche et 187 partenariats de recherche internationale. Son conseil d'administration est présidé par Dominique Chargé. 

## Classements
Dans le champ des sciences agricoles, l'Institut Agro apparaît pour la première fois dans le classement de Shanghai en 2020, à la 28e place mondiale. En 2020, le classement U-Multirank, initié par la Commission européenne, attribue la note maximale de 100/100, la plaçant en première place des écoles d'ingénieurs françaises.
Selon le classement 2020 des grandes écoles d'ingénieurs publié par le magazine L'Étudiant, AgroCampus Ouest figure en 52e position pour l'ensemble des 205 écoles d'ingénieurs françaises, et Montpellier Sup Agro figure en 57e position. 
| Nom                                  | 2019 (Rang)      | 2020 (Rang)                                     |
| ------------------------------------ | ---------------- | ----------------------------------------------- |
| L’Étudiant                           |                  | 52 (AgroCampus Ouest) 57 (Montpellier Sup Agro) |
| Daur Rankings                        | 24 (Montpellier) | 25 (Montpellier) 39 (AgroCampus Ouest)          |
| Shanghai Ranking, sciences agricoles |                  | 28e mondial (Institut Agro)                     |
| U-Multirank                          |                  | 1er (Institut Agro)                             |

#### Articles de presse
- AFP, « Agriculture, alimentation, environnement: naissance de l'Inrae et de l'Institut Agro » (Article de journal), L'Express,‎ 10 janvier 2020 (lire en ligne).
- E.G., « Création d'un nouvel établissement d'enseignement supérieur pour l'agriculture » (Article d'un magazine numérique), sur www.environnement-magazine.fr (consulté le 17 avril 2024).